# Stelă
Pentru prenumele feminin, vedeți Stela

Stelă precolumbiană

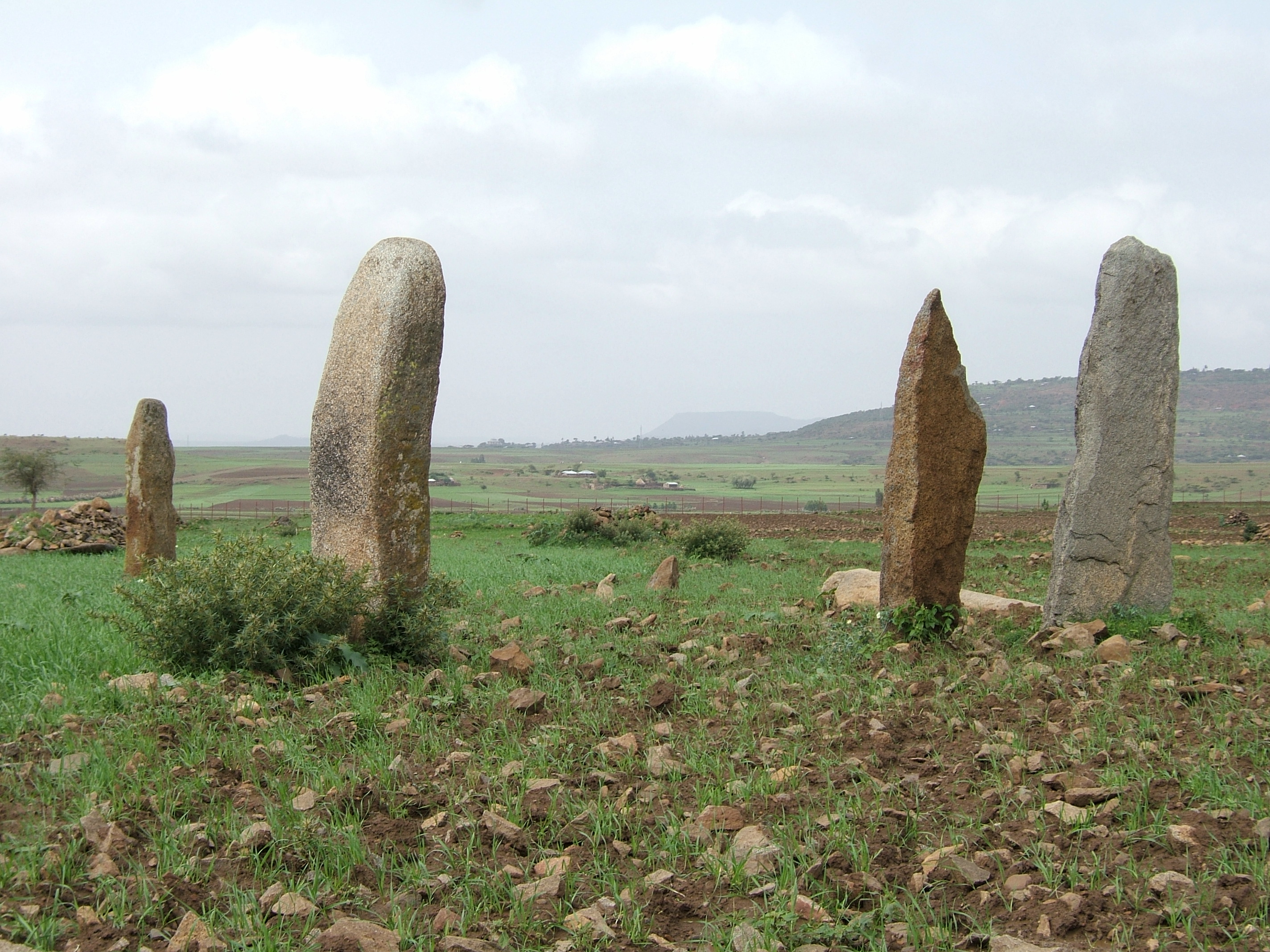
Stele în apropiere de Aksum, Etiopia.

Stela este un mic monument specific antichității, cu caracter comemorativ, în formă de coloană sau de pilastru, alcătuit dintr-un singur bloc de piatră și purtând de obicei inscripții sau sculpturi. 
Un exemplu cunoscut de stelă este Stela Rosetta sau Piatra Rosetta care este acoperită cu același text scris în trei limbi antice și care a stat la baza descifrării unei inscripții hieroglifice, pentru prima dată în epoca modernă. 
Stele sunt, ocazional, ridicate ca memorii pentru lupte. De exemplu, împreună cu alte monumente, există mai mult de o jumătate de duzină de stelare ridicate pe câmpul de luptă de la Waterloo în locurile de acțiuni notabile ale participanților la luptă. Pietrele funerare tradiționale occidentale pot fi considerate, din punct de vedere tehnic, echivalentul modern al stelelor antice, deși termenul este foarte rar aplicat în acest mod. În mod similar, formele de tip stele în culturile non-occidentale pot fi numite prin alți termeni, iar cuvintele "stele" și "stelae" sunt aplicate cu consecvență în contexte arheologice obiectelor din Europa, Orientul Antic și Egiptul, China, și uneori America Pre-Columbiană.